# Konjiška vas
Konjiška vas – wieś w Słowenii, w gminie Slovenske Konjice. W 2018 roku liczyła 216 mieszkańców.